# Yozo Chum
Yozo Chum är en ort i Mexiko.   Den ligger i kommunen Metlatónoc och delstaten Guerrero, i den sydöstra delen av landet, 270 km söder om huvudstaden Mexico City. Yozo Chum ligger 1 420 meter över havet och antalet invånare är 116.
Terrängen runt Yozo Chum är kuperad åt nordost, men åt sydväst är den bergig. Runt Yozo Chum är det ganska glesbefolkat, med 43 invånare per kvadratkilometer. Närmaste större samhälle är San Vicente Zoyatlán, 19,1 km norr om Yozo Chum. I omgivningarna runt Yozo Chum växer huvudsakligen savannskog.